# Лаглежоль
Лаглежо́ль (фр. Lagleygeolle, окс. La Gleisòla) — коммуна во Франции, находится в регионе Лимузен. Департамент — Коррез. Входит в состав кантона Мессак. Округ коммуны — Брив-ла-Гайард.
Код INSEE коммуны — 19099.
Коммуна расположена приблизительно в 430 км к югу от Парижа, в 95 км южнее Лиможа, в 22 км к югу от Тюля.

## Население
Население коммуны на 2008 год составляло 233 человека.
| 1962 | 1968 | 1975 | 1982 | 1990 | 1999 | 2008 |
| ---- | ---- | ---- | ---- | ---- | ---- | ---- |
| 321  | 323  | 300  | 255  | 257  | 235  | 233  |

## Экономика

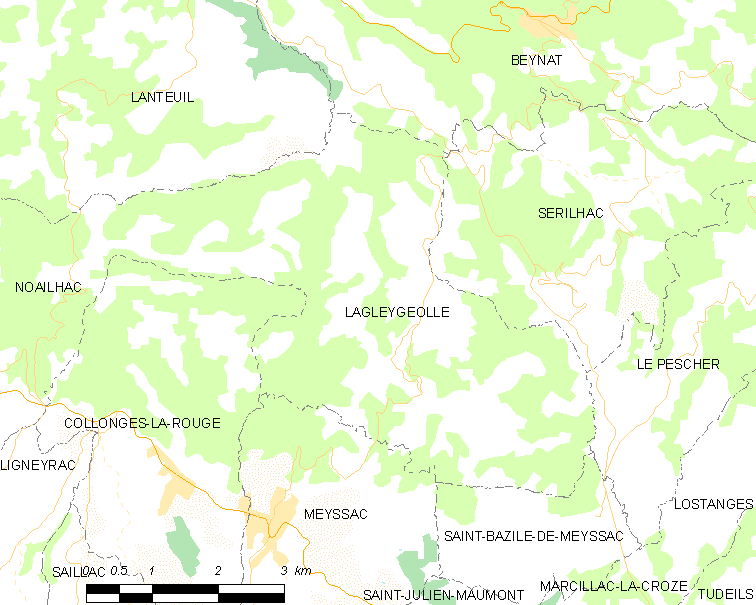
Карта коммуны

В 2007 году среди 144 человек в трудоспособном возрасте (15-64 лет) 102 были экономически активными, 42 — неактивными (показатель активности — 70,8 %, в 1999 году было 77,1 %). Из 102 активных работали 98 человек (52 мужчины и 46 женщин), безработных было 4 (2 мужчин и 2 женщины). Среди 42 неактивных 16 человек были учениками или студентами, 18 — пенсионерами, 8 были неактивными по другим причинам.